# Viktar Tsiarechtchanka
Ne doit pas être confondu avec Tereshchenko Victor Ivanovich.
 (février 2024).
La mise en forme du texte ne suit pas les recommandations de Wikipédia : il faut le « wikifier ».
Les points d'amélioration suivants sont les cas les plus fréquents. Le détail des points à revoir est peut-être précisé sur la page de discussion.
- Les titres sont pré-formatés par le logiciel. Ils ne sont ni en capitales, ni en gras.
- Le texte ne doit pas être écrit en capitales (les noms de famille non plus), ni en gras, ni en italique, ni en « petit »…
- Le gras n'est utilisé que pour surligner le titre de l'article dans l'introduction, une seule fois.
- L'italique est rarement utilisé : mots en langue étrangère, titres d'œuvres, noms de bateaux, etc.
- Les citations ne sont pas en italique mais en corps de texte normal. Elles sont entourées par des guillemets français : « et ».
- Les listes à puces sont à éviter, des paragraphes rédigés étant largement préférés. Les tableaux sont à réserver à la présentation de données structurées (résultats, etc.).
- Les appels de note de bas de page (petits chiffres en exposant, introduits par l'outil «  Source ») sont à placer entre la fin de phrase et le point final[comme ça].
- Les liens internes (vers d'autres articles de Wikipédia) sont à choisir avec parcimonie. Créez des liens vers des articles approfondissant le sujet. Les termes génériques sans rapport avec le sujet sont à éviter, ainsi que les répétitions de liens vers un même terme.
- Les liens externes sont à placer uniquement dans une section « Liens externes », à la fin de l'article. Ces liens sont à choisir avec parcimonie suivant les règles définies. Si un lien sert de source à l'article, son insertion dans le texte est à faire par les notes de bas de page.
- La présentation des références doit suivre les conventions bibliographiques. Il est recommandé d'utiliser les modèles {{Ouvrage}}, {{Chapitre}}, {{Article}}, {{Lien web}} et/ou {{Bibliographie}}. Le mode d'édition visuel peut mettre en forme automatiquement les références.
- Insérer une infobox (cadre d'informations à droite) n'est pas obligatoire pour parachever la mise en page.

Pour une aide détaillée, merci de consulter Aide:Wikification.
Si vous pensez que ces points ont été résolus, vous pouvez retirer ce bandeau et améliorer la mise en forme d'un autre article.
Viktar Tsiarechtchanka (biélorusse : Цярэшчанка Віктар Іванавіч), né le 30 janvier 1950 dans le village de Doubrovka, dans le district de Krasnopolsky (voblast de Mahiliow, Biélorussie), est un homme politique biélorusse, président du comité central d'organisation du Parti populaire biélorusse, candidat à la présidence de la République du Belarus aux élections de 2010, Député du Conseil suprême de la République de Biélorussie de la 13e convocation (1996-2000), Président du conseil des fondateurs de la fondation "Société et démocratie", Varsovie, Citoyen d'honneur de la ville de Béthune (France).

## L'éducation
En 1975, Viktar Tsiarechtchanka a obtenu un diplôme d'économie à l'université d’État de Gomel (en).
Par décision du conseil de dissertation de l'Institut de recherche économique de la planification d'État de la République du Belarus du 29 décembre 1993, Viktar Tsiarechtchanka s'est vu décerner le diplôme de Candidat ès sciences économiques.

En 1990, Viktar Tsiarechtchanka est diplômé de l'Institut de gestion internationale (IMI-Kiev), soutient son mémoire de maîtrise, effectue un stage de deux mois à l'étranger et reçoit le diplôme de "Master of Business Administration (MBA) Master of_Business Administration, MBA in Foreign Economic Activity" (maîtrise en administration des affaires, activité économique à l'étranger).

Viktar Tsiarechtchanka est Membre correspondant de l'Académie internationale de management et de l'Académie internationale d'ingénierie,.

En 2004, pour sa contribution exceptionnelle au développement de la théorie et de la pratique de la gestion économique moderne, l'Académie biélorusse d'ingénierie a décerné à Viktar Tsiarechtchanka le titre le plus élevé, celui de Docteur-ingénieur.

## Carrière
Viktar Tsiarechtchanka a commencé sa carrière en tant que mécanicien et opérateur de fraiseuse.
Après avoir obtenu son diplôme universitaire, il s'est engagé dans des travaux scientifiques et a enseigné dans des établissements d'enseignement supérieur.
Depuis 1986, il a participé à la liquidation de la catastrophe de la centrale nucléaire de Tchernobyl.

### État de service (30 dernières années)
08.1994 - 09.1994 - Chef du département des affaires territoriales, administration du président de la République du Belarus.

09.1994 - 06.2004 - Directeur général, JLLC "International Institute of Management (IIM-Belorussia)", entreprise biélorusse-allemande, Minsk.

01.1996 - 01.2000 - Député du Soviet suprême de la République de Biélorussie de la XIIIe convocation.

06.2004 - 05.2005 - Chef du bureau de représentation de l'organisation internationale autonome non commerciale "Comité exécutif du Conseil des peuples slaves de Biélorussie, de Russie et d'Ukraine" en République de Biélorussie, Minsk.

2010 - 2011 - Président du Conseil de l'Association des petites et moyennes entreprises, Minsk.

05.2012 - 09.2012 - Conseiller économique, Business Union of Entrepreneurs and Employers named after Professor M.S.Kuniavsky.

09.2014 - 09.2016 - Président du conseil d'administration de GrandCalendula LLC, Minsk.

12.2016 - 03.2022 - Directeur général de NEP-ECOBEL LLC (société allemande), ville de Minsk.

09.2017 - 03.2022 - directeur général de NEP-ECO LLC (société allemande), ville de Minsk.

03.2022 - à ce jour - Président du conseil d'administration de NEP ECO GmbH, Allemagne.

08.2010 - à ce jour - Président du conseil d'administration de la Fondation "Société et Démocratie", Varsovie, Pologne

## Carrière politique
Député du Soviet suprême de la République de Biélorussie de la XIIIe convocation, 1996-2000.

Candidat à la présidence de la République du Belarus lors des élections de 2010.

### Diplomatie citoyenne

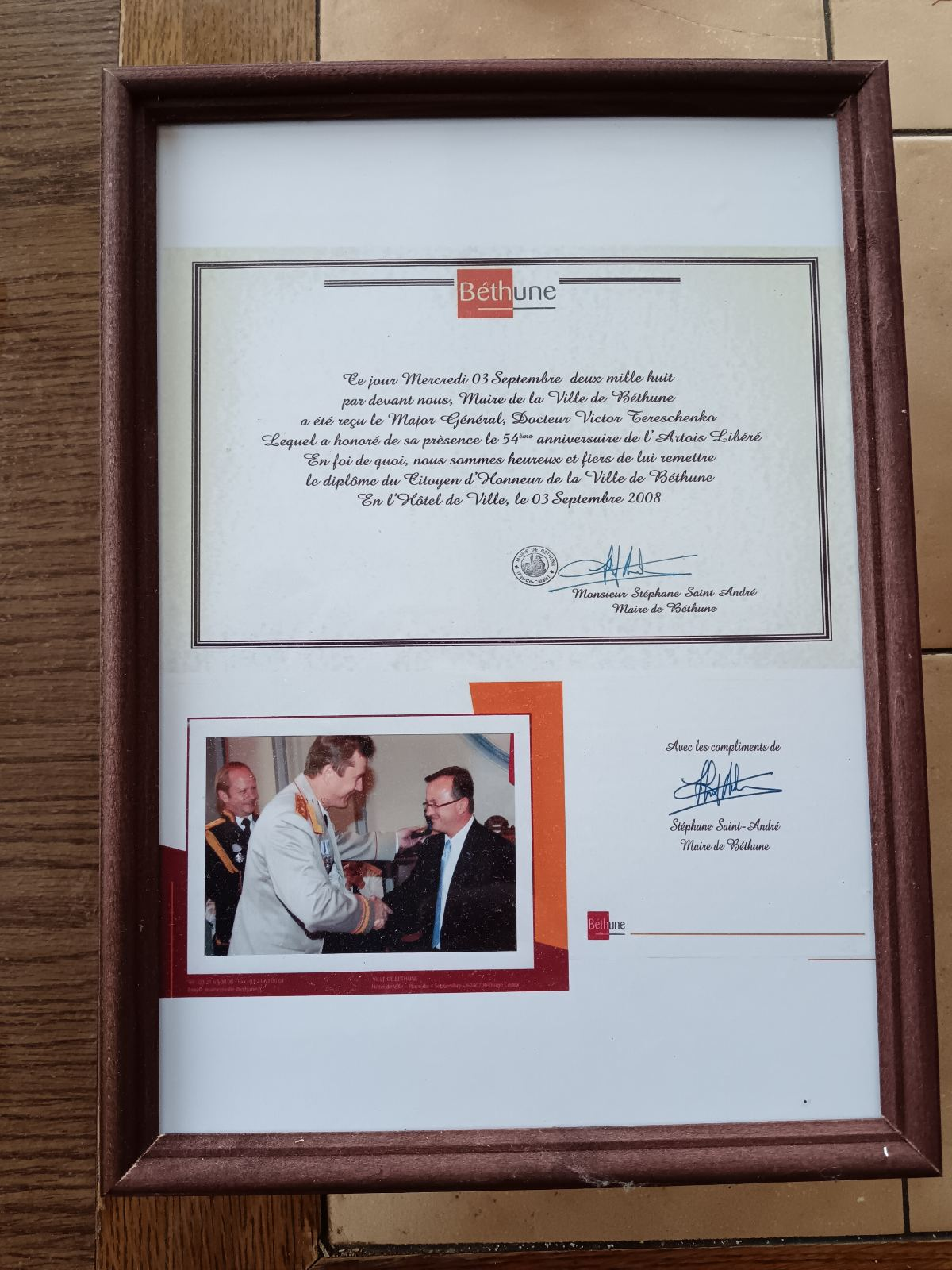
Le diplôme du Citoyen d'Honneur de la Ville de Béthune

En 2008, Viktar Tsiarechtchanka a organisé une rencontre internationale de personnalités culturelles et militaires dans la ville française de Béthune, à l'occasion de l'anniversaire de la libération de l'Artois.
Pour l'organisation de cette rencontre, le maire de Béthune a remis à Viktor Tereshchenko un diplôme de citoyen d'honneur de Béthune.

## Vie privée
Marié. A trois filles.